# Kispesti Textilgyár Sportkör
Il Kispesti Textilgyár Sportkör, meglio nota come KISTEXT, era una squadra ungherese di calcio con sede a Budapest. Il club ha disputato nella sua storia un campionato nella massima serie magiara.

## Storia
La società venne fondata nel 1929 con il nome di Kispesti Textilgyár Részvénytársaság Sportegyesülete ed era la rappresentativa calcistica della manifattura tessile Kispesti Textilgyár. Nel 1939 assorbì il Kőbányai FC sostituendolo in campionato.
Nel 1948, sotto il nome di KISTEXT SE, viene promosso nella massima serie magiara. Il KISTEXT nella Nemzeti Bajnokság I 1948-1949 ottenne il quindicesimo e penultimo posto, retrocedendo così in cadetteria.
La società terminò ogni attività nel 1986.